# Oxypetalum flavopurpureum
Oxypetalum flavopurpureum är en oleanderväxtart som beskrevs av Goyder och Fontella. Oxypetalum flavopurpureum ingår i släktet Oxypetalum och familjen oleanderväxter. Inga underarter finns listade i Catalogue of Life.